# William N. Pendleton
William Nelson Pendleton  (26 december 1809 – 15 januari 1883) was een Amerikaanse leraar, priester in de Episcopaalse Kerk en militair tijdens de Amerikaanse Burgeroorlog. Hij klom op tot de rang van brigadegeneraal in het Confederate States Army en was bevelhebber van de artillerie in het Army of Northern Virginia. Na de oorlog nam hij zijn herderlijke taken opnieuw op en schreef verschillende religieuze werken. Hij was een van de grondleggers van de Lost Cause of the Confederacy-beweging.

## Vroege jaren

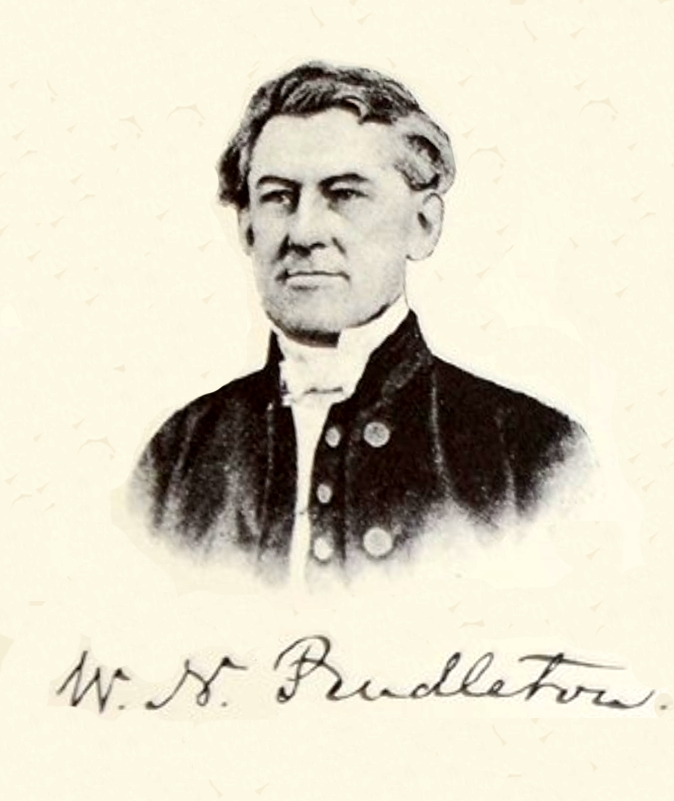
William Pendleton, D.D., Rector van Latimer Parish, Lexington, Virginia

William Nelson Pendleton werd geboren op 26 december 1809 in Richmond, Virginia op de plantage van zijn ouders Edmund Pendleton Jr. en Lucy (Nelson) Pendleton. Hij kreeg privé-les en liep ook school aan John Nelson's School. Zijn ouders wilden zijn oudere broer, Frances Walker Pendleton, naar het United States Military Academy in West Point sturen. Maar zijn oudere broer had geen interesse. Daarom stuurden ze William in zijn plaats. William Pendleton studeerde af in 1830 als vijfde in een klas van 42 kadetten.
Onder zijn medestudenten bevonden zich verschillende toekomstige Zuidelijke generaals zoals Joseph E. Johnston, Robert E. Lee en John B. Magruder (die zijn kamergenoot was) en de toekomstige president van de Geconfedereerde Staten van Amerika Jefferson Davis. Pendleton werd benoemd tot gebrevetteerde tweede luitenant en werd kort daarop ingedeeld bij de 2nd U.S. Artillery als volwaardige tweede luitenant. Zijn regiment werd naar Fort Moultrie gestuurd, die de haven van Charleston beschermde. Hij kreeg malaria en werd naar het arsenaal van Augusta, Georgia gedetacheerd om te herstellen van zijn ziekte. 
In 1831 keerde Pendleton terug naar West Point om wiskundeleraar te worden. Een jaar later, op 27 oktober 1832, werd hij getransfereerd naar het 4th U.S. Artillery. Hij nam op 31 oktober 1833 ontslag uit het leger naar eigen zeggen wegens de Nullification crisis tussen de federale overheid en zijn thuisstaat South Carolina. Na zijn ontslag vond hij werk aan de wetenschappelijke faculteit van Bristol College in Pennsylvania als wiskundeleraar. In 1837 verhuisde hij naar Newark College in Delaware.
Op 15 juli 1831 trad Pendleton in het huwelijk met Anzeloote Elizabeth Page. Ze kregen samen vier kinderen. Zijn enige zoon Alexander Swift "Sandie" Pendleton diende tijdens de oorlog als adjudant bij Stonewall Jackson en sneuvelde op 20 september 1864 tijdens de Derde Slag bij Winchester. Eén van zijn dochters, Susan, huwde op 16 november 1856 met de toekomstige brigadegeneraal  Edwin G. Lee.

## Dominee en leraar
In 1838 werd Pendleton ingewijd als priester in de Episcopaalse Kerk door bisschop William Meade. Drie jaar later werd Pendleton de eerste directeur van de Episcopal High School in Alexandria, Virginia. In 1844 verhuisde hij naar Baltimore, Maryland waar hij verantwoordelijk werd voor twee parochies. Hij diende er ook als rector van de All Saints’ Church in Easton. In 1847 verhuisde hij naar Frederick. Hij keerde terug naar Virginia in 1853 om rector te worden van de Grace Episcopal Church in Lexington.

## Amerikaanse Burgeroorlog

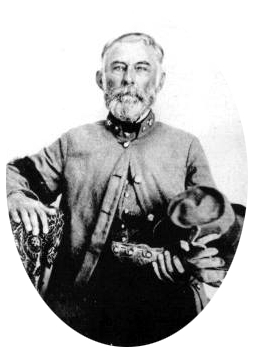
William Pendleton tijdens de Amerikaanse Burgeroorlog

Na het uitbreken van de Amerikaanse burgeroorlog in april 1861 koos Pendelton voor de Zuidelijke zaak. Op 16 maart nam hij dienst in het Confederate States Army en werd benoemd tot kapitein in de artillerie. Hij kreeg het bevel over de Rockbridge Artillery. Deze batterij bestond uit vier vuurmonden die hij vernoemde naar de vier evangelisten Marcus, Mattheus, Lucas en Johannes. Zijn artillerie werd ingezet tijdens de Slag bij Hoke's Run en voor zijn moed en inzet werd hij op 13 juli 1861 bevorderd tot kolonel. Hij werd ook aangesteld als hoofd van de artillerie onder brigadegeneraal Joseph E. Johnston. Tijdens de Eerste Slag bij Bull Run op 21 juli raakte hij lichtgewond aan zijn oor en rug.
Na de slag werd Pendleton bevelhebber van de artillerie in het Confederate Army of the Potomac en toen de naam van het leger op 14 maart 1862 veranderde in het Army of Northern Virginia bleef hij in functie. Op 26 maart werd hij bevorderd tot brigadegeneraal. Toen generaal Robert E. Lee het bevel van het leger op zich nam in juni 1862 probeerde hij Pendleton te vervangen. Dit werd echter geweigerd omdat Pendleton nog altijd in nauw contact stond met president Jefferson Davis. Op 3 juli 1862 raakte Pendleton opnieuw gewond toen een muilezel hem in de benen schopte.
Hoewel Pendleton een goede artillerie-officier was, had hij problemen met het beheren en commanderen van andere eenheden. Tijdens de Marylandveldtocht vertrouwde Lee hem de achterhoede van het leger toe. Na de Slag bij Shepherdstown trokken de Zuidelijken zich terug via de oversteekplaatsen over de Potomac. Pendleton diende deze te verdedigen tot het ochtendgloren. Hoewel zijn stellingen goed te verdedigen waren verloor hij de controle over zijn soldaten en stuurde hij na middernacht een bericht naar Lee dat hij de oversteekplaatsen had verloren en zijn artillerie kwijt was. Later bleek dat hij maar vier kanonnen had verloren maar er werd toch een onderzoek ingesteld naar zijn gedrag en beslissingen. Dit incident zou hem voor de rest van de oorlog achtervolgen. Het werd regelmatig herhaald in de pers en ook de soldaten verspreidden geruchten en maakten er grappen over. Pendletons populariteit (die al niet bijster hoog was) kreeg een grote deuk. Normaal was het de gewoonte dat generaals werden toegejuicht door de soldaten. Wanneer Pendleton voorbijkwam was het altijd muisstil.
Pendleton bleef het Army of Northern Virginia dienen voor de rest van de oorlog. Hij nam deel aan alle veldtochten in 1863 en 1864 aan het oostelijke front. Toen luitenant-generaal Leonidas Polk in juni 1864 sneuvelde tijdens de Atlantaveldtocht stelde president Davis voor om Pendleton een korps in het Army of Tennessee te geven. Lee kon de president overtuigen dat Pendleton geen geschikte kandidaat was voor deze taak. Tijdens de oorlog bleef Pendleton ook priester en preekte hij voor de soldaten en gaf hen de nodige morele ondersteuning. Hij gaf zich samen met Robert E. Lee over bij Appomattox Court House op 9 april 1865. Na zijn vrijlating keerde hij terug naar zijn huis.

## Latere jaren

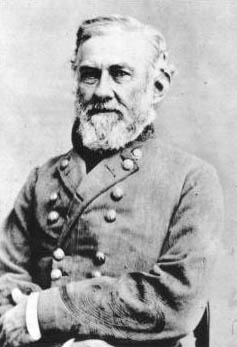
De oudere Pendleton in een uniform van de veteranen

Na de oorlog keerde Pendleton terug naar Lexington en nam zijn positie als rector van Grace Church opnieuw op. Hij zou deze functie voor de rest van zijn leven uitoefenen.  Hij onderhield een hechte vriendschap met Matthew Fontaine Maury, Francis Henney Smith en Robert E. Lee. Pendleton speelde een belangrijke rol in het overtuigen van Lee om naar Lexington te verhuizen en het voorzitterschap van de Washington and Lee University op zich te nemen. Lee op zijn beurt werd een trouwe parochiaan. Zijn laatste publieke optreden was in de kerk van Pendleton voor hij overleed op 12 oktober 1870. Pendleton was de voorganger op de begrafenis van zijn voormalige bevelhebber.
Het was tijdens  een herdenkingsdienst voor Lee, op 17 januari 1873, dat Pendleton de schuld van de nederlaag bij Gettysburg in de schoenen van James Longstreet schoof. In de originele rapporten werd dit niet door hem vermeld maar tijdens de dienst poneerde hij dat Longstreet moedwillig de aanval op de Noordelijke rechterflank had vertraagd. Dit was het startschot van de Lost Cause of the Confederacy-beweging.
Tot aan zijn dood, op 15 januari 1883, verdedigde Pendleton de reputatie van Lee en verspreidde hij zijn ideeën over de Lost Cause. Hij zamelde geld in om een monument ter ere van Lee te bouwen in zijn kerk. Pendleton werd begraven in de Oak Grove Cemetery in Lexington, Virginia